# Mistrzostwa Świata w Lekkoatletyce 1987 – chód na 10 km kobiet
Chód na 10 kilometrów kobiet – jedna z konkurencji rozgrywanych podczas lekkoatletycznych mistrzostw świata w 1987. Meta znajdowała się na Stadionie Olimpijskim w Rzymie.
Zwyciężczynią została Irina Strachowa ze Związku Radzieckiego. Konkurencję tę rozegrano wówczas na mistrzostwach świata po raz pierwszy.

## Terminarz
| Data       |       |
| ---------- | ----- |
| 1 września | Finał |

## Rekordy
|               | Zawodniczka | Wynik | Miejsce   | Data             |
| ------------- | ----------- | ----- | --------- | ---------------- |
| Rekord świata | Kerry Saxby | 42:52 | Melbourne | 4 maja 1987(dts) |

### Finał
| Poz. | Imię i nazwisko     | Narodowość        | Wynik  | Uwagi |
| ---- | ------------------- | ----------------- | ------ | ----- |
| 1    | Irina Strachowa     | ZSRR              | 44:12  | CR    |
| 2    | Kerry Saxby         | Australia         | 44:23  |       |
| 3    | Yan Hong            | Chiny             | 44:42  |       |
| 4    | Mari Cruz Díaz      | Hiszpania         | 44:48  | NR    |
| 5    | Jelena Nikołajewa   | ZSRR              | 44:54  |       |
| 6    | Monica Gunnarsson   | Szwecja           | 45:09  | NR    |
| 7    | Jin Bingjie         | Chiny             | 45:24  |       |
| 8    | Ann Peel            | Kanada            | 45:27  |       |
| 9    | María Reyes Sobrino | Hiszpania         | 45:371 |       |
| 10   | Dana Vavřačová      | Czechosłowacja    | 46:10  |       |
| 11   | Ann Jansson         | Szwecja           | 46:15  |       |
| 12   | Sue Cook            | Australia         | 46:20  |       |
| 13   | Lisa Langford       | Wielka Brytania   | 64:23  |       |
| 14   | Janice McCaffrey    | Kanada            | 46:41  |       |
| 15   | Lynn Weik           | Stany Zjednoczone | 46:51  |       |
| 16   | Beate Andres        | NRD               | 47:00  |       |
| 17   | María Colín         | Meksyk            | 47:23  |       |
| 18   | Giuliana Salce      | Włochy            | 47:28  |       |
| 19   | Sari Essayah        | Finlandia         | 47:30  |       |
| 20   | Debbi Lawrence      | Stany Zjednoczone | 47:31  |       |
| 21   | Alison Baker        | Kanada            | 47:48  |       |
| 22   | Suzanne Griesbach   | Francja           | 48:06  |       |
| 23   | Sirkka Oikarinen    | Finlandia         | 48:25  |       |
| 24   | Maryanne Torrellas  | Stany Zjednoczone | 48:27  |       |
| 25   | Beverley Allen      | Wielka Brytania   | 48:50  |       |
| 26   | Sølvi Furnes        | Norwegia          | 49:18  |       |
| 27   | Graciela Mendoza    | Meksyk            | 49:46  |       |
| 28   | Hideko Hirayama     | Japonia           | 49:50  | NR    |
| 29   | Emilia Cano         | Hiszpania         | 50:11  |       |
| 30   | Mirva Hämäläinen    | Finlandia         | 52:03  |       |
| –    | Lorraine Jachno     | Australia         | DNF    |       |
| –    | Barbara Kollorz     | RFN               | DNF    |       |
| –    | Maria Grazia Orsani | Włochy            | DNF    |       |
| –    | Guan Ping           | Chiny             | DQ     |       |
| –    | Olga Krisztop       | ZSRR              | DQ     |       |